# Vodní nádrž Hracholusky

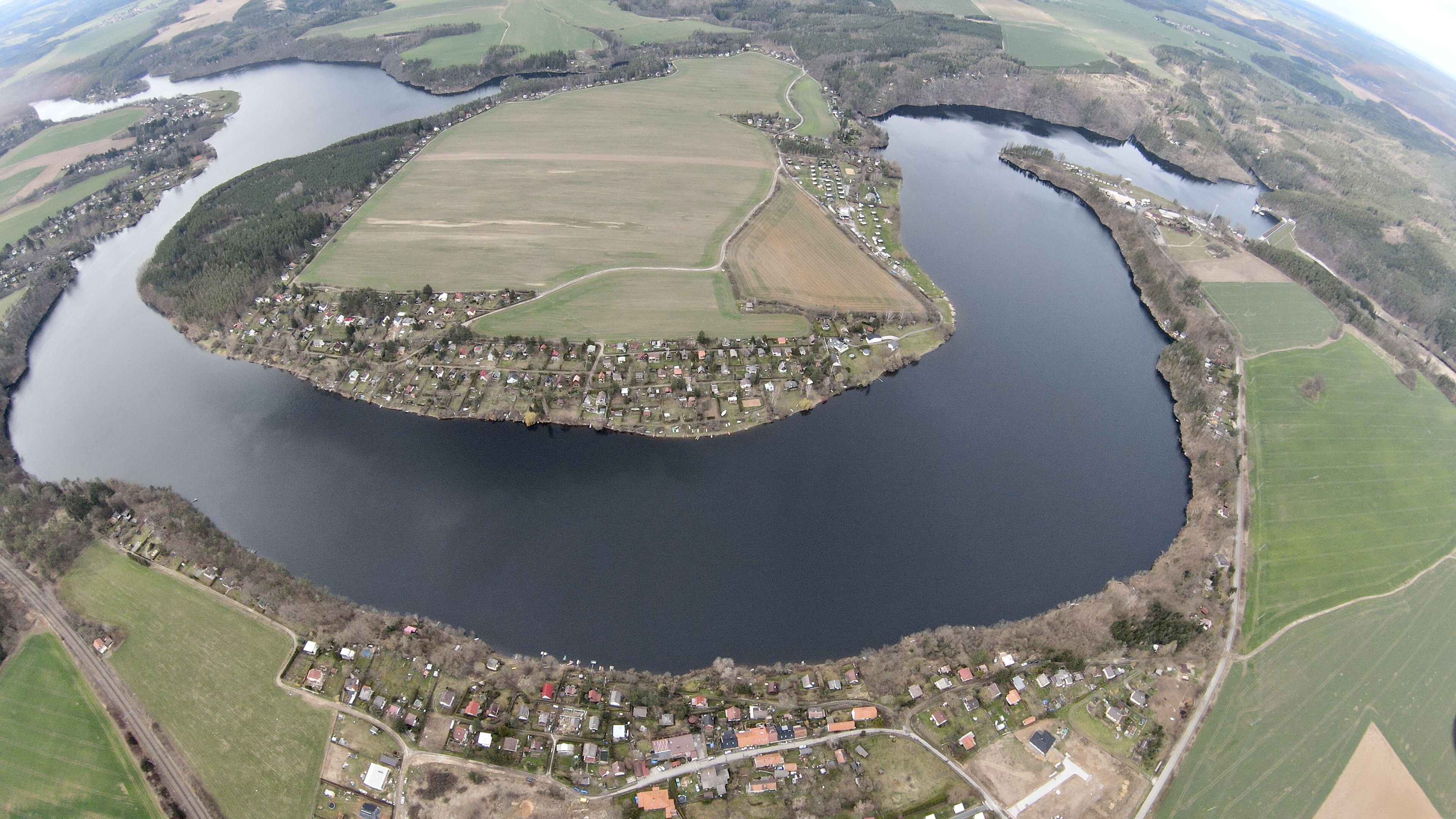
Letecký pohled na vodní nádrž Hracholusky

Hracholusky je přehradní nádrž o rozloze 490 ha, nacházející se na hranicích okresů Tachov a Plzeň sever. Přehrada vznikla vybudováním sypané hráze v letech 1959–1964 a zaplavením údolí řeky Mže (na říčním km 22,8). Celková délka vodního díla od jezu pod parkem ve Stříbře až k hrázi je 22 km. Součástí vodního díla jsou dva významné přítoky. Oba se nacházejí na levém (severním) břehu přehrady a vytvářejí samostatné zátoky. Tou větší z nich je Úterská zátoka. Přítokem je Úterský potok protékající krajinou hlubokých lesů Bezdružicka a Úterska. Druhou zátokou je Žebrácká zátoka, které propůjčil své jméno Žebrácký potok.
Přes přehradu vedou dva mosty, železniční a silniční. Železniční most (tzv. Pňovanský most) je ocelový most stojící na dvou samostatných kamenných pilířích, po němž vede trať končící v Bezdružicích. Silniční most je betonová stavba tyčící se do výše 23 m nad vodní hladinu a je pro okolí přehrady významnou dopravní tepnou spojující oba břehy vodního díla.

## Hráz
Hráz byla vybudována v letech 1959 až 1964 na řece Mži, která je jedním z přítoků Berounky. Délka sypané hráze je 270 m, šířka v koruně 5 m a maximální výška nad terénem 27 m. Hráz je přímá, sypaná, zemní s šikmým jílohlinitým těsněním v hlavní části. Líc hráze je chráněn šestibokými betonovými útvary a to z důvodu ochrany před vlnami a vodou z nádrže. Koryto pod hrází je zpevněno železobetonovými monolitickými deskami a kamennou dlažbou a to opět z důvodu ochrany hráze, tentokrát ovšem před odtékající vodou, jejíž energie by mohla v případě neopečovávání koryta způsobit narušení statiky stavby. Hlavní důvod vybudování hráze a nádrže bylo získat vodu a skladovat ji pro průmyslové (například Škoda Plzeň), energetické a zemědělské využití v celých západních Čechách. Mezi sekundární důvody patří ochrana před povodněmi, popřípadě jejich regulace a zadržování, zajištění dostatečného průtoku v případě malých srážek a volnočasové využití vodní plochy, například vodní doprava a také zmenšení účinků ekologické havárie, kdy se mělo v případě úniku masově odpouštět vodu a tím zředit problematické látky. Na levém břehu je postavena vodní elektrárna s vertikální Kaplanovou turbínou s výkonem 2,9 MW. Údolí, kde je umístěná přehrada je převážně úzké, s prudkými svahy a často skalami.

## Stavba
Hráz začala být budována v letech 1959 jako první sypaná hráz, ale původně se mělo začít stavět už v roce 1957. V roce 1960 byl postaven objekt stavebního dvora v blízkosti hráze, který zahrnoval garáže, dílny, sklady, jídelnu, ubytovací prostor a kanceláře. Většina těchto doprovodných staveb stojí dodnes a byly přeměněny na rekreační zařízení. Od léta 1960 se betonovala injektážní a odpadová štola. Pak byla postavena věž elektrárny a šachtový přeliv. V roce 1961 byla řeka přesunuta do převáděcího koryta, které sloužilo jako náhradní koryto, aby se stavba mohla bez zastavování toku řeky postavit. Po tom začalo hlavní sypání hráze. Nejdříve bylo nasypáno sedm metrů na pravé straně a po té stavba pokračovala na levém břehu. Těsnicí středová část hráze je z jílu a stabilizační z hlinitých písků a štěrku. Navážení zemitého materiálu do hráze bylo ukončeno v listopadu 1962. Zhutňování a dusání hráze bylo prováděno stroji Tatra 111, to znamená, že každých 20 cm navezeného materiálu vjely tyto vozy spolu s válci a hráz zhutňovaly a zpevňovaly. V případě nedostupnosti některých míst bylo zhutňování prováděno pomocí ručních elektrických pěchů, ale každých 5 až 10 cm. Od března 1963 byla už přehrada plněna a zároveň ještě probíhaly práce na betonových částech hráze. Části elektrárny – především turbíny – byly usazeny od října 1962 do března 1963. Výroba elektřiny tedy mohla začít po jejich dokončení a to 21. srpna 1963. Most a komunikace na koruně hráze byly dokončeny až poté. Požadované délky bylo dosaženo v roce 1964. Během stavby musela být zničena vesnice Dolany u Stříbra a osada Těchoděly, také obec Butov musela být značně zredukována (celkem 11 mlýnů, jedna vodní elektrárna u Blahoust, 45 usedlostí, most Vranov – Butov, most Blahousty – Čerňovice, část Pňovanského mostu se ponořila, celkem 140 objektů a vykáceno 25 000 stromů a 35 000 m² keřů).

## Využití, popis nádrže a okolí
Na obou březích přehrady se nachází několik kempů, kde je možné se ubytovat. Mezi nejvýznamnější patří kemp na Butově. Ten je, spolu s kempem Keramika, jeden ze dvou větších kempů na severním břehu přehrady. Kemp Butov se nachází na těsném začátku přehrady, hned pod Stříbrem. Kemp Keramika se nachází nedaleko hráze naproti Obci Hracholusky.  Ostatní kempy jsou na jižním břehu a mezi ty největší patří Radost a Transkemp Hracholusky, nacházející se v těsné blízkosti hráze. Zde se také nachází centrum vodního lyžování Slavoj Plzeň. Tam je i kotviště lodní dopravy. Loď je vyhledávanou turistickou atrakcí. V letních měsících nabízí vyjížďky několikrát denně a po celé přehradě má několik zastávek. Asi 2 kilometry po proudu od hráze se nachází zřícenina hradu Buben, asi 7 kilometrů od hráze se nachází zámek Luhov.
Pod hrází se na obou březích nachází chatové osady, na levém břehu se nachází velký Žižkův dub.
Je zde také klub vodního lyžování a konalo se zde i mistrovství republiky.
Na přehradě působí Vodní záchranná služba ČČK, která zde poskytuje nepřetržitou službu Vodní záchranné služby během letních měsíců se zázemím v kempu Keramika, zajišťuje poskytování první pomoci a technické pomoci na celé ploše VD Hracholusky a přilehlých rekreačních oblastech.